# Illusion (Band)
Illusion war eine britische Band in den 1970er Jahren. Sie spielten an klassischer Musik orientierten Progressive Rock mit üppigen Keyboards und der kristallklaren Stimme der Sängerin Jane Relf.

## Geschichte
1976 planten Keith Relf und seine Schwester Jane, Jim McCarty, Louis Cennamo und John Hawken, die ursprüngliche Besetzung der Band Renaissance, eine Wiedervereinigung. Doch der damalige Sänger und Gitarrist Keith Relf verstarb, bevor das Projekt in dieser Form umgesetzt werden konnte. In der Folge übernahm Jim McCarty, der bei den Yardbirds und Renaissance das Schlagzeug spielte, die akustische Gitarre und einen Teil des Gesangs. Schlagzeuger der neuen Band wurde Eddie McNeill, dazu kam noch John Knightsbridge an der elektrischen Gitarre. Da die Band Renaissance jedoch in komplett anderer Besetzung fortbestand, musste ein anderer Name gewählt werden. Die ursprünglichen Renaissance waren nun Illusion, nach dem gleichnamigen zweiten Renaissance-Album. Illusion veröffentlichte 1977 und 1978 zwei Alben, ein drittes war geplant, doch die Band zerbrach an Meinungsverschiedenheiten über die kreative Ausrichtung und an der aufkommenden Verachtung des Progressive Rock durch die wachsende Punk-Bewegung.
1990 wurde Enchantered Caress veröffentlicht. Es enthält Demoaufnahmen aus dem Jahr 1979 für ein geplantes drittes Album sowie die letzte Aufnahme Keith Relfs vor seinem Tod 1976.
2001 nahmen Jane Relf, McCarty, Hawken und Cennamo mit zusätzlichen Musikern das Album Through the Fire auf. Es erschien unter dem Bandnamen Renaissance Illusion.

## Diskografie
- 1977: Out of the Mist
- 1978: Illusion
- 1990: Enchantered Caress
- 2001: Through the Fire (als Renaissance Illusion)